# Эндрюс, Бренда
Бре́нда Джин Э́ндрюс CC FRSC (англ. Brenda Jean Andrews; род. 1957) — канадский учёный, специализирующийся на системной биологии и молекулярной генетике.
Доктор философии (1986), Университетский профессор Торонтского университета (с 2017), член Королевского общества Канады (2005), иностранный член НАН США (2020).
Компаньон ордена Канады (2015).

## Биография
Окончила Торонтский университет, где получила степень бакалавра наук в области зоологии (1980), а затем степень PhD по медицинской биофизике (1986). Обучалась в докторантуре Калифорнийского университета в Сан-Франциско под руководством генетика Айры Херсковица, окончила докторантуру в 1991 году. Позже этого вернулась в Торонский университет, где работала преподавателем, затем доцентом, и наконец стала заведующей кафедрой медицинской генетики. В настоящее время является профессором и заведующим кафедрой медицинского факультета Торонтского университета, а также руководит лабораторией в Центре клеточных и биомолекулярных исследований Доннелли (подразделение того же университета), с 2017 года Университетский профессор (University Professor, высшее отличие преподавателей Торонтского университета). Она известна как автор ряда исследований и публикаций, касающихся генетики и генетических нарушений.
Является основателем и главным редактором научного журнала открытого доступа G3: Genes, Genomes, Genetics Американского общества генетики.
В 2015 году Эндрюс, совместно с группой ученых-биологов Центра Доннелли Торонтского университета, создала первую в истории детальную белковую карту клетки, на которой было показано расположение всего белка в клетке. При составлении карты были собраны данные с 20 миллионов ячеек. Цель этого проекта — пролить свет на устройство каждого гена и его взаимодействие с другими генами, а также получить данные, которые могли бы помочь в борьбе с злокачественными клетками.
Неоднократно выступала с докладами на национальных и международных конференциях, мероприятиях и в других университетах. Выступала в национальной прессе, в частности выражая озабоченность по поводу отсутствия финансирования научных исследований со стороны федерального правительства.

## Награды и звания
- 2010 — премия Айры Херсковица[17]
- Premier’s Research Excellence Award[18].
- член Американского общества микробиологии[англ.].
- член Американской ассоциации содействия развитию науки
- старший научный сотрудник Канадского института перспективных исследований[англ.], директор этого института по вопросам генетики[19].
- член Канадского института исследований здоровья[англ.][18].